# 브라운 스트로우먼
브라운 스트로우먼(Braun Strowman) 또는 브론 스트로우맨은 본명이 애덤 셰어(Adam Scherr, 1983년 9월 6일 ~ )다. 미국의 남자 프로레슬링선수다. 2002년 프로레슬링 입문으로 키는 204cm(6 ft 8 in)에다가 몸무게는 175kg(385 lb)이다. 2015년에 프로레슬링에 입문했다. 피니쉬는 요코스카 커터, 런닝 파워슬램, 릴리즈 인버티드 스파인버스터, 초크슬램, 리프팅 암 트라이앵글 초크, 파워밤으로 사용을 한다. 2021년 6월 2일 WWE 방출 당했다가 결국은 2022년 9월 5일 WWE의 복귀를 하게 된다. 엄청난 파워지만 브록 레스너하고 차이가 다르다고 한다.

## Professional wrestling highlights
- Finishing moves
  - Chokeslam - 2015-2021
  - Lifting arm triangle choke - 2015-2016
  - Release inverted spinebuster - 2016-2021
  - Powerbomb - 2022-present
  - Running powerslam - 2016-2021; 2022-present
  - Yokosuka cutter - 2015-2016
- Signature moves
  - Big boot
  - Body slam
  - Delayed vertical suplex
  - Lariat
  - Military press drop
  - Running dropkick
  - Throw
  - Turnbuckle thrusts
- Manager
  - Bray Wyatt
  - Luke Harper
- Nicknames
  - "The Abominable Strowman"
  - "The Black Sheep"
  - "The Monster Among Men"
  - "The Mountain of a Man"
  - "Mr. Money in the Bank"
  - "Mr. Monster in the Bank"
  - "The New Face of Destruction"
- Entrance themes
  - "Live in Fear" by Mark Crozer (WWE; 2015-2016; used as a member of The Wyatt Family)
  - "Swamp Gas" by Jim Johnston (WWE; 2015-2016)
  - "I Am Stronger" by CFO$ (WWE; 2016-2021; 2022)
  - "Monster of All Monsters" by Def Rebel (WWE; 2022-present)

## 수상
- 랭크드 오프 더 멧 2015
- 랭크드 넘버 63 오프 더 탑 500 싱글즈 레슬러 인 더 PWI 500 인 2016
- WWE 월드 유니버셜웨이트 챔피언 (2회)
- WWE 월드 인터콘티넨탈웨이트 챔피언 (1회)
- WWE 월드 RAW 태그팀웨이트 챔피언 (신 버전) (2회) - 니콜라스 (1회), 세스 롤린스 (1회)
- WWE 월드 스맥다운 태그팀웨이트 챔피언 넘버원 컨텐더 토너먼트 (2023) - 리코셰
- WWE 그레이티스트 로얄 럼블 (2018)
- WWE 머니 인 더 뱅크 (2018)
- 앙드레 더 자이언트 메모리얼 배틀 로얄 (2019)
- WWE 이얼 엔드 어워드 포어 메일 슈퍼스타 오브 더 이열 (2018)